# Delias patrua
Delias patrua är en fjärilsart som beskrevs av John Henry Leech 1890. Delias patrua ingår i släktet Delias och familjen vitfjärilar. Inga underarter finns listade i Catalogue of Life.